# 冰島國立美術館
冰島國立美術館是冰島的一座公立美術館，位於冰島首都雷克雅維克。冰島國立美術館成立於1884年10月16日，當時主要藏品多半是由捐獻獲得，多為丹麥藝術家的作品。1987年，冰島國立美術館搬入現址。冰島國立美術館還設有圖書館等研究機構。

## 歷史
冰島國立美術館於1884年10月16日在丹麥哥本哈根由丹麥王室駐警比約恩 比亞恩拉松（Björn Bjarnarson，1853－1918年）創立，並為該館捐贈大量的丹麥藝術品，當時美術館仍是獨立機構。1916年，冰島議會決定將其升格為冰島國立博物館的一個部門；1961年議會通過一項法律，使美術館成為完全獨立的機構。1987年，該館搬遷至位在雷克雅維克的現址。目前主要注重於展覽19－20世紀的冰島藝術展品，同時也收藏國際性的藝術作品。

## 建築
冰島國立美術館的建築由冰島國家建築師居尼奧 薩德努松於1916年建造，他曾負責設計冰島大學、哈爾格林姆教堂等建築，當時建造的目的是作為冷凍工廠使用。美術館曾在1970年代被燒毀，後約耗時10年修復，1987年美術館重新進駐原址並開放予公眾。

## 館藏
冰島國立美術館收藏大量視覺藝術作品，包括雕塑、繪畫、版畫、攝影藝術、裝置藝術、多媒體、書籍藝術及文字創作，約有12,000件的包括19至20世紀的冰島本土藝術品和國際化作品。近年來，年輕藝術家的新作品以及早期藝術家的作品也在穩步增加。
美術館的主要工作是收集、保存、研究和展示藝術品，也定期舉辦團體或個人的藝術展覽，館內也有人員負責導覽及教學，並擁有4個展廳以及1個藝術商店。

## 外部連結
- 冰島國立美術館（页面存档备份，存于）（英文）（冰岛语）（日語）（简体中文）